# Élisabeth de Saxe-Altenbourg
Pour les articles homonymes, voir Élisabeth de Saxe-Altenbourg (homonymie).
Élisabeth de Saxe-Altenbourg – plus formellement Son Altesse la princesse Élisabeth-Augusta-Marie-Agnès de Saxe-Altenbourg – est née le 25 janvier 1865 à Meiningen, dans le royaume de Saxe, et morte le 24 mars 1927 à Leipzig en Allemagne, dans le Land de Saxe.

## Famille
Elle est le second enfant du prince Maurice de Saxe-Altenbourg (1829-1907) et de la princesse Augusta de Saxe-Meiningen (1843-1919).

## Mariage et descendance
Le 27 avril 1884, à Saint-Pétersbourg, la princesse Élisabeth de Saxe-Altenbourg épousa le grand-duc Constantin Constaninovitch de Russie.
De cette union naquirent neuf enfants :
- le prince Ivan (1886- exécuté en 1918) épouse en 1911 Hélène de Serbie (1884-1962) d'où un fils et une fille
- le prince Gabriel (1887-1955) épouse secrètement en avril 1917 sa maîtresse
- la princesse Tatiana (1890-1970) épouse en 1910 le prince Bragation-Moukhransky (1889- tombé au champ d'honneur 1915)
- le prince Constantin (1891- exécuté en 1918)
- le prince Oleg (1892- tombé au champ d'honneur en 1914)
- le prince Igor (1894- exécuté en 1918)
- le prince Georges (1903-1938)
- la princesse Nathalie (1905)
- la princesse Véra (1906-2001)

## Biographie

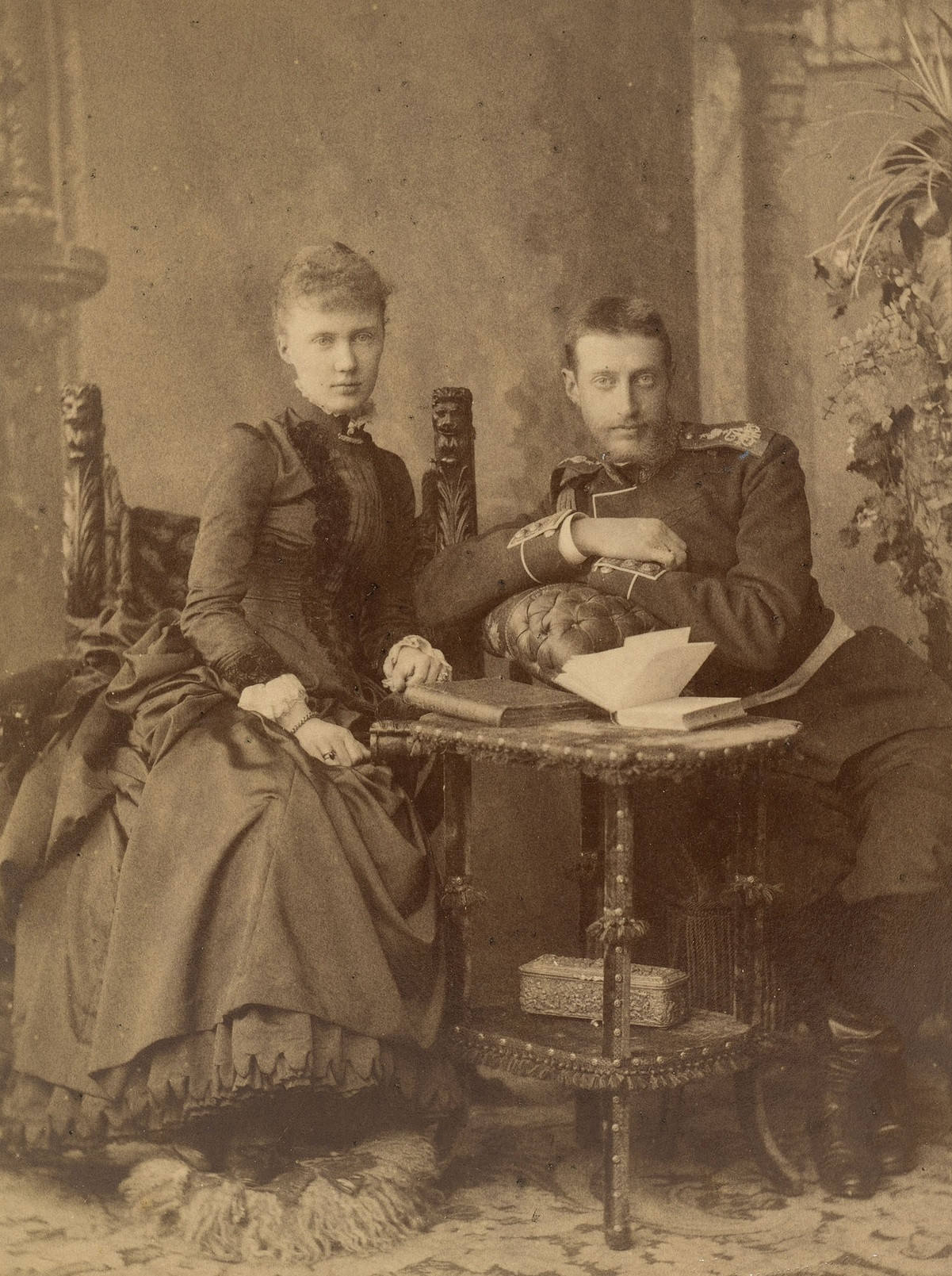
La princesse Élisabeth de Saxe-Altenbourg et son époux le grand-duc Constantin

Élisabeth Maria Agnès, Augusta, princesse de Saxe-Altenbourg, duchesse de Saxe naquit le 25 janvier 1865 à Meiningen. Elle reçut l'éducation des princesses allemandes de son époque : foi chrétienne, apprentissage du français, culture littéraire et classique, piano et bonnes manières, mais la jeune princesse ne se distingua pas particulièrement. Elle rendait visite avec ses parents à ses nombreux cousins à travers l'Europe, lorsqu'elle fit la connaissance à Altenbourg de l'un d'entre eux, à l'âge de seize ans. Il s'agissait du grand-duc Constantin Constantinovitch de Russie. Le père d'Élisabeth et la mère de Constantin étaient cousins germains.
Il fut, entre les familles respectives, question de projets de mariage ; mais le grand-duc Constantin, jeune homme de 24 ans aux goûts littéraires et aux tendances à l'introspection, ne correspondit pas avec la jeune fille, comme il lui avait pourtant promis. Deux ans plus tard, elle se rendit avec ses parents à une visite de famille à la Cour de Russie et les fiançailles furent annoncées, bien que la jeune princesse souhaitât demeurer fidèle à la religion luthérienne.
Le matin de la cérémonie du mariage, le 27 avril 1884, elle écrivit au grand-duc, fervent orthodoxe, une lettre rassurante :« Je vous promets que je ne ferai rien pour vous fâcher ou vous blesser au prétexte de nos religions séparées, je vous réaffirme combien je vous aime... »
Dès lors, elle deviendra la grande-duchesse Élisabeth Mavrikievna, en russe Елизавета Маврикевна, dite affectueusement dans le cercle de famille Mavra.

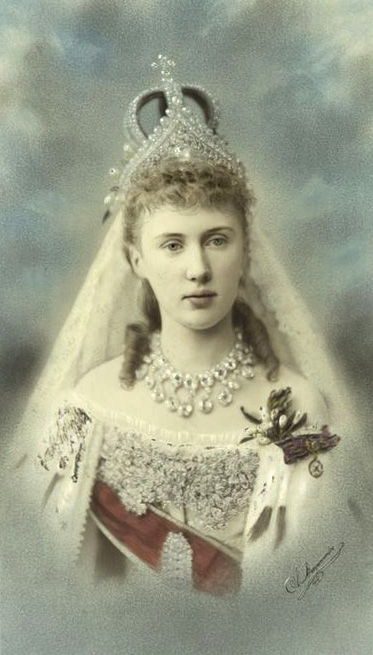
Grande-duchesse Elizaveta Mavriekievna.

Le couple vécut une heureuse union pendant plus de trente ans, malgré un penchant secret du grand-duc envers les hommes.
La grande-duchesse Constantin était une femme ordinaire, intéressée par les affaires journalières, elle portait beaucoup d'intérêt aux potins, spirituellement elle n'était  pas proche de son époux, elle ne partageait pas ses inspirations créatives. Au cours des années, son époux devint de plus en plus froid avec son épouse.

## Le destin tragique des fils de la grande-duchesse

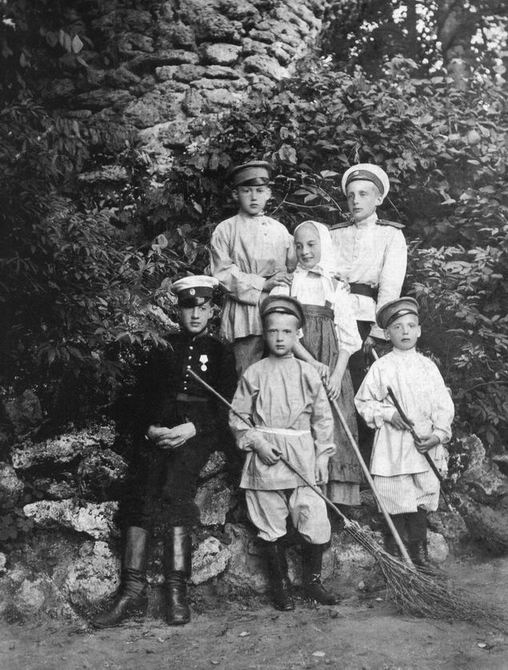
Les six enfants du grand-duc Constantin.

Ses fils les princes Igor, Constantin, Ioann et Gabriel furent arrêtés après la prise du pouvoir par les Bolcheviks en octobre 1917. Le prince Gabriel Constantinovitch de Russie fut détenu à Petrograd (nouveau nom de Saint-Pétersbourg) ; ses trois frères furent déportés à Alapaïevsk dans l'Oural. Ils furent détenus pendant de longs mois avec la grande duchesse Élisabeth, le prince Vladimir Pavlovitch Paley et le grand-duc Sergue Mikhaïlovitch. Dans la nuit du 17 juillet au 18 juillet 1918 (vingt-quatre heures après l'assassinat de Nicolas II et de sa famille à Iekaterinbourg), les prisonniers d'Alapaïevsk furent massacrés par leurs gardiens. Leurs corps furent retrouvés par l'Armée blanche et emmenés en Chine où ils furent inhumés en l'église des Martyrs, près de Pékin.
Après l'intervention de Gorki, le prince Gabriel Constantinovitch fut finalement libéré. Gorki tenta sans succès de sauver plusieurs membres de la famille impériale de l'exécution. Le prince Gabriel et son épouse Nathalie, née Nesterovskaïa (1890-1950), émigrèrent et s'installèrent à Paris où il mourut le 18 février 1955.
Tatiana Constantinovna de Russie se réfugia en Roumanie. Elle s'installa plus tard avec ses enfants en Suisse. Elle devint religieuse et mourut à Jérusalem le 28 août 1970 dans le couvent orthodoxe du Mont des Oliviers dont elle était l'abbesse.

### L'exil
Après la Révolution d'Octobre, la grande-duchesse fut expulsé de son palais, elle s'établit dans un appartement situé sur le quai de la Neva. Elle quitta la Russie avec ses deux plus jeunes enfants et ses deux petits-enfants, Vsevolod et Catherine. Elle s'établit en Suède puis en Suisse et finalement en Allemagne.

### Décès
La grande-duchesse Constantin mourut d'un cancer le 24 mars 1927.

## Distinction
- 29 janvier 1884 : dame grand-croix de l'ordre de Sainte-Catherine